# Katar na Mistrzostwach Świata w Lekkoatletyce 2019
Katar na Mistrzostwach Świata w Lekkoatletyce 2019 – reprezentacja Kataru podczas mistrzostw świata w Doha liczyła 15 zawodników, występujących w 12 konkurencjach. Wywalczyła złoty oraz brązowy medal.

## Medaliści
| Medal | Zawodnik           | Konkurencja                | Rezultat | Data           |
| ----- | ------------------ | -------------------------- | -------- | -------------- |
| złoto | Mutazz Isa Barszim | skok wzwyż                 | 2,37     | 4 października |
| brąz  | Abderrahaman Samba | bieg na 400 m przez płotki | 48,03    | 30 września    |

## Skład reprezentacji

### Kobiety
| Zawodniczka          | Konkurencja                | Eliminacje | Eliminacje | Półfinał | Półfinał | Finał | Finał   | Źródło |
| Zawodniczka          | Konkurencja                | Wynik      | Pozycja    | Wynik    | Pozycja  | Wynik | Pozycja | Źródło |
| -------------------- | -------------------------- | ---------- | ---------- | -------- | -------- | ----- | ------- | ------ |
| Kenza Sosse          | bieg na 400 m              | 1:06,76    | 47.        | NQ       | NQ       | NQ    | NQ      | [ 1 ]  |
| Mariam Mamdouh Farid | bieg na 400 m przez płotki | 1:09,49    | 36.        | NQ       | NQ       | NQ    | NQ      | [ 2 ]  |

### Mężczyźni
| Zawodnik                                                                        | Konkurencja                   | Preeliminacje | Preeliminacje | Eliminacje | Eliminacje | Półfinał | Półfinał | Finał | Finał   | Źródło               |
| Zawodnik                                                                        | Konkurencja                   | Wynik         | Pozycja       | Wynik      | Pozycja    | Wynik    | Pozycja  | Wynik | Pozycja | Źródło               |
| ------------------------------------------------------------------------------- | ----------------------------- | ------------- | ------------- | ---------- | ---------- | -------- | -------- | ----- | ------- | -------------------- |
| Owaab Barrow                                                                    | bieg na 100 m                 | 10,64         | 8. q          | 12,82      | 45.        | NQ       | NQ       | NQ    | NQ      | [ 3 ] [ 4 ]          |
| Abdelaziz Mohamed                                                               | bieg na 200 m                 | —             | —             | 20,75      | 37.        | NQ       | NQ       | NQ    | NQ      | [ 5 ]                |
| Abd al-Ilah Harun                                                               | bieg na 400 m                 | —             | —             | 47,76      | 37.        | NQ       | NQ       | NQ    | NQ      | [ 6 ]                |
| Abubaker Haydar Abdalla                                                         | bieg na 800 m                 | —             | —             | 1:46,11    | 15. Q      | 1:46,87  | 21.      | NQ    | NQ      | [ 7 ] [ 8 ]          |
| Jamal Hairane                                                                   | bieg na 800 m                 | —             | —             | 1:46,40    | 24.        | NQ       | NQ       | NQ    | NQ      | [ 7 ] [ 8 ]          |
| Abdirahman Saeed Hassan                                                         | bieg na 1500 m                | —             | —             | 3:42,24    | 37.        | NQ       | NQ       | NQ    | NQ      | [ 9 ]                |
| Abderrahaman Samba                                                              | bieg na 400 m przez płotki    | —             | —             | 49,08      | 1. Q       | 48,72    | 8. Q     | 48,03 | 3.      | [ 10 ] [ 11 ] [ 12 ] |
| Yaser Bagharab                                                                  | bieg na 3000 m z przeszkodami | —             | —             | 8:39,65    | 40.        | —        | —        | NQ    | NQ      | [ 13 ]               |
| Bassem Hemeida Abubaker Haydar Abdalla Ashraf Hussein Osman Mohamed Nasir Abbas | sztafeta 4 × 400 m            | —             | —             | 3:06,25    | 15.        | —        | —        | NQ    | NQ      | [ 14 ]               |

| Zawodnik               | Konkurencja | Kwalifikacje | Kwalifikacje | Finał | Finał   | Źródło        |
| Zawodnik               | Konkurencja | Wynik        | Pozycja      | Wynik | Pozycja | Źródło        |
| ---------------------- | ----------- | ------------ | ------------ | ----- | ------- | ------------- |
| Mutazz Isa Barszim     | skok wzwyż  | 2,29         | 1. q         | 2,37  | 1.      | [ 15 ] [ 16 ] |
| Aszraf Amdżad as-Sajfi | rzut młotem | 76,22        | 12.          | NQ    | NQ      | [ 17 ]        |